# Jon Stewart
Jon Stewart (de nom real: Jonathan Stuart Leibowitz) (Nova York, 28 de novembre de 1962) és un actor i autor jueu estatunidenc especialitzat en la sàtira política.

## Biografia

### Inicis
Amb la reputació de ser un noi divertit a l'escola, Jon Stewart va tornar a Nova York el 1986 per provar en el circuit de club de comèdia, però no podria tenir el coratge de pujar a l'escenari fins a l'any següent. El seu debut com a monologuista va ser en The Bitter End, on havia començat el seu ídol còmic Woody Allen. A l'escenari, feia servir el nom de "Jon Stewart", eliminant el seu segon cognom i canviant la pronunciació del seu primer cognom "Stuart" a "Stewart". Ell acostuma a fer broma amb això, ja que la gent tenia dificultats a pronunciar Leibowitz o que "sonava massa Hollywood" (una referència a un acudit de Lenny Bruce sobre el mateix tema). Ha donat a entendre que el canvi del primer cognom va ser a causa de la seva complicada relació amb el seu pare, amb qui Stewart no va contactar mai més.
Stewart es va convertir en un còmic habitual en el Comedy Cellar, on ell era l'últim que actuava cada nit. Durant dos anys, actuaria a les 2 del matí mentre desenvoluparia el seu estil d'humor. El 1989, Stewart va aconseguir el seu primer treball en televisió com a guionista per Caroline’s Comedy Hour. El 1991, va començar a ser el copresentador de Short Attention Span Theater de Comedy Central, amb Patty Rosborough. El 1992, Stewart va presentar l'efímer You Wrote It, You Watch It a MTV, un programa que convidava als espectadors a enviar les seves històries perquè fossin representades pel grup comediant The State.
Stewart sentia que la seva carrera no va arrencar fins a la seva aparició al març de 1993 en el Late Night with David Letterman d'NBC. Es va considerar que ell seria el finalista a ocupar el lloc de Letterman a partir de la retirada d'aquest del programa, però posteriorment el lloc es va lliurar a un llavors relativament desconegut Conan O'Brien.

### The Jon Stewart Show
El 1993, Jon Stewart va crear The Jon Stewart Show, un programa d'entrevistes a MTV. The Jon Stewart Show va ser el primer talk xou del canal i va ser un èxit immediat, sent el segon programa més vist d'MTV darrere de Beavis and Butt-Head. El 1994, Paramount Pictures va cancel·lar The Arsenio Hall Show, i juntament amb la nova empresa germana d'MTV (a través de l'adquisició per part de Viacom de l'estudi), es va llançar una versió late night sindicada d'una hora de durada de The Jon Stewart Show. Molts canals locals afiliats havien desplaçat el programa de Hall a les 2 de la matinada durant el seu declivi, i el programa de Stewart precedia als blocs matutins en moltes ciutats. Les audiències van ser pèssimes i el programa va ser cancel·lat al juny de 1995.
Entre els fans del programa es trobava David Letterman, que va ser l'últim convidat de The Jon Stewart Show. Letterman va contractar a Stewart per a la seva productora Worldwide Pants. Stewart es va convertir a partir de llavors en un presentador convidat per a Tom Snyder en The Late Late Show with Tom Snyder, que era produït per Letterman i emès després del Late Show a la CBS. Això va portar a especular en el sentit que Stewart reemplaçaria aviat a Snyder de forma permanent, però a Stewart li van oferir en realitat el bloc posterior al programa de Snyder, una oferta que ell va rebutjar.
El 1996, Stewart va presentar l'efímer talk show anomenat Where’s Elvis This Week?. Es tratava d'un programa d'humor setmanal, de mitja hora de durada, que s'emetia el diumenge a la nit en el Regne Unit a la BBC Two. Es gravava en el CBS Broadcast Center a Nova York i estava protagonitzat per un conjunt de panelistes, dels quals dos procedien del Regne Unit i altres dos dels Estats Units, que parlaven sobre notícies i temes culturals. El programa es va estrenar al Regne Unit el 6 d'octubre de 1996; es van emetre cinc episodis en total. Els panelistes més destacats van ser Dave Chappelle, Eddie Izzard, Phil Jupitus, Nora Ephron, Craig Kilborn, Christopher Hitchens, Armando Iannucci, Norm Macdonald, i Helen Gurley Brown.
El 1997, Stewart va ser triat per ser el presentador i entrevistador del desè especial de George Carlin d'HBO, 40 Anys de Comèdia.

### The Daily Show
El 1999, Stewart va començar a presentar The Daily Show a Comedy Central, quan Craig Kilborn va deixar el programa per reemplaçar Tom Snyder en The Late Late Show. El programa barreja l'humor amb les notícies més importants del dia, normalment sobre política, mentre de forma simultània es burla dels polítics i molts periodistes, així com els mitjans de comunicació informatius. En una entrevista en The O'Reilly Factor, Stewart va negar que el programa tingués una agenda política intencionada, dient que l'objectiu eren el "riure". "La mateixa feblesa que em va conduir a la comèdia també forma part del meu programa", volent dir que se sentia incòmode parlant sense escoltar al públic riure. De totes maneres, The Daily Show informa a les generacions més joves del que passa actualment al món, i dona aquesta informació en una forma que pot ser informativa i còmica. "Stewart no ens ofereix cinisme pel seu propi bé, sinó com una forma juganera d'oferir els tipus de percepció que no es permeten en formats de notícies més seriosos que servilment s'aferren a la causa oficial dels fets".

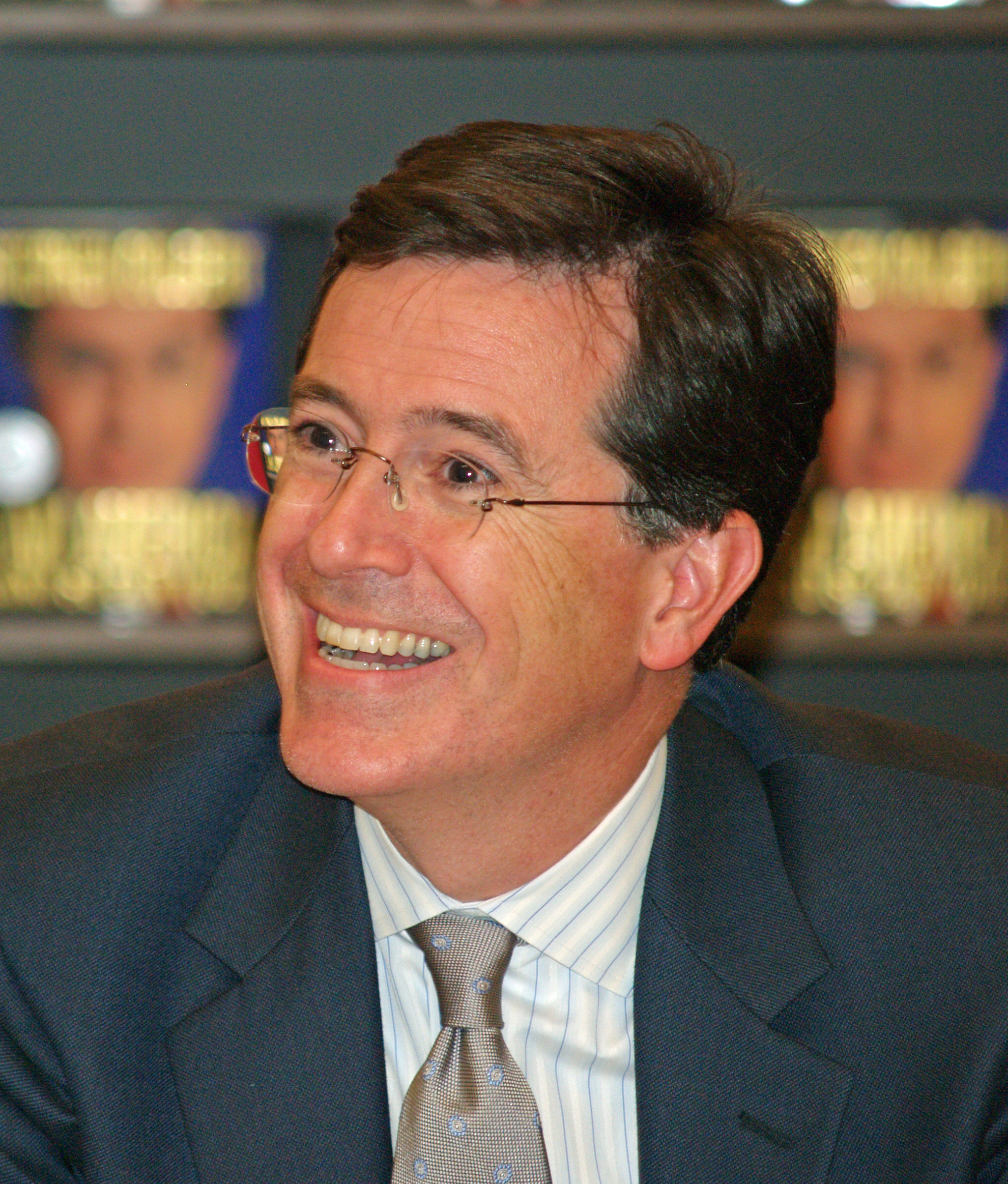
L'ex-corresponsal Stephen Colbert, que donava vida al personatge d'un tertulià molt conservador i d'extrema dreta.

Stewart ha presentat des de llavors gairebé totes les emissions del programa, excepte unes poques ocasions en les quals els corresponsals com Stephen Colbert, Rob Corddry, Jason Jones i Steve Carell el van substituir, i durant el període de John Oliver com a presentador durant l'estiu de 2013. Stewart ha guanyat un total de 19 Emmys per The Daily Show, ja sigui com a guionista o productor. El 2005, The Daily Show i Jon Stewart van rebre un premi Grammy com a Millor Àlbum de Comèdia per l'edició audiollibre d'Amèrica (The Book). El 2000 i 2004, el programa va guanyar dos premis Peabody per la cobertura de les eleccions presidencials d'aquests anys, anomenades Indecision 2000 i Indecision 2004, respectivament.
L'episodi del 20 de setembre de 2001, el primer després dels atacs del 11-S, va començar sense introducció. Anteriorment, la introducció contenia imatges d'una avioneta cap al World Trade Center i Nova York. Els primers nou minuts del programa mostraven a Stewart amb llàgrimes donant el seu personal punt de vista del que havia passat. El seu discurs va acabar així:
"La vista… des del meu apartament… era el World Trade Center… i ara ha marxat, l'han atacat. Aquest símbol de l'enginy, i la força, i el treball, i la imaginació i el comerç americans, i ha marxat. Però sabeu quina és la vista ara? L'Estàtua de la Llibertat. La vista des del Sud de Manhattan és ara l'Estàtua de la Llibertat. No pots superar això".
A mitjans de 2002, entre els rumors que David Letterman es traslladaria de la CBS a l'ABC quan el seu contracte s'extingís, es rumorejava que Stewart seria el reemplaçament de Letterman a la CBS. Al final, Letterman va renovar el seu contracte amb la CBS. En l'episodi del 9 de març de 2002 de Saturday Night Live, presentat per Jon Stewart, un sketch del "Weekend Update" es burlava de la situació.
A final de 2002, ABC va oferir a Stewart el seu propi talk show que s'emetria abans de Nightline. El contracte de Stewart amb The Daily Show estava a punt d'expirar, i ell va expressar un gran interès. ABC, no obstant això, va decidir donar-li el bloc pre-Nightline a una altra estrella de Comedy Central, Jimmy Kimmel.
El 4 d'abril de 2006, Stewart es va enfrontar al senador nord-americà John McCain sobre la seva decisió per aparèixer a la Universitat de Liberty, una institució fundada per Jerry Falwell, a qui McCain havia denunciat anteriorment com un dels “agents de la intolerància”. En un punt de la conversa, Stewart va preguntar a McCain: "No ens estàs tornant bojos? Ens estàs tornant bojos? Perquè si t'estàs tornant boig i et vas al món de la base boja… Vas a anar al món de la base boja?". McCain va respondre: "Em temo que sí". El vídeo va ser reproduït a CNN i va crear una explosió d'articles per tota la blogosfera.
El 2007, The Daily Show es va involucrar en l'anunci de Stephen Colbert que es presentaria com a candidat a la presidència el 2008. El 2008, Stewart va aparèixer al programa de notícies Democracy Now!. Un article del The New York Times el 2008 va qüestionar si ell era, en una frase originalment usada per descriure el longeu presentador de notícies Walter Cronkite, "l'home més fiable d'Amèrica".
El 28 d'abril de 2009, durant un debat sobre la tortura amb Clifford May, Stewart va expressar la seva opinió que l'expresident Harry S. Truman va ser un criminal de guerra pel seu ús de la bomba atòmica al Japó durant la Segona Guerra Mundial. Més tard, Stewart va defensar la seva afirmació: "Això és el que penso de les bombes atòmiques. Crec que si llancessis una bomba atòmica 15 milles lluny i diguessis, 'La propera va cap a tu', llavors creuria que està bé. Per llançar-la en una ciutat, i matar un centenar de milers de persones. Sí. Crec que això és criminal". El 30 d'abril de 2009, Stewart es va disculpar al seu programa, i va afirmar que no creia que Truman fos un criminal de guerra: No hauria d'haver dit això, i ho vaig fer. Així que ara mateix dic, no, no crec que aquest fos el cas. La bomba atòmica, una decisió molt complicada en el context d'una guerra horrible, i em retracto perquè va ser una cosa estúpida que vaig dir, al meu judici".
L'abril de 2010, Comedy Central va renovar el contracte de Stewart per presentar The Daily Show el 2013. Stewart cobra uns 1,5 milions de dòlars declarats per una temporada de The Daily Show. Segons la llista de Forbes de famosos el 2008, ell guanyava 14 milions de dòlars per any.
El 16 de setembre de 2010, Stewart i Stephen Colbert van anunciar un míting pel 30 d'octubre, conegut com el "Ral·li per restaurar el seny i/o la por". Va tenir lloc en el National Mall de Washington DC i va atreure al voltant d'uns 215.000 participants. Al desembre de 2010, la Casa Blanca i altres mitjans de comunicació i notícies van reconèixer el mèrit de Stewart per conscienciar sobre la dilació republicana en la "Llei James Zadroga de la Salut i Compensació del 11-S" al públic, portant al pas definitiu d'una indemnització que dona assistència mèdica als serveis d'emergència, la salut dels quals hagi estat afectada greument pel seu treball a la Zona Zero.
Al programa del 10 de gener de 2011, Stewart va començar amb un monòleg sobre el tiroteig a Tucson, Arizona. Stewart va dir que desitjaria que les "incoherències de la gent boja no se semblessin de cap manera a com en realitat parlem a la televisió". Abans de la pausa publicitària, Stewart va explicar als espectadors que el programa tornaria a la normalitat la següent nit. Després de la pausa publicitària, el programa va emetre una reposició d'un reportatge fet per Jason Jones dos anys abans.
Com a resultat de posicions polítiques de tan alt nivell, Stewart és reconegut més com a força política que com a còmic. The New York Times suggeria que ell és "l'equivalent avui dia d'Edward R. Murrow" i el diari britànic The Independentl'anomenava "satíric en cap". En una entrevista, el senador John McCain descrivia a Stewart com "un modern Will Rogers i Mark Twain".
Wyatt Cenac va dir al juliol de 2015 que Stewart el va insultar després que Cenac admetés que se sentia incòmode d'una peça de The Daily Show al juliol de 2011 sobre el candidat presidencial republicà Herman Cain.

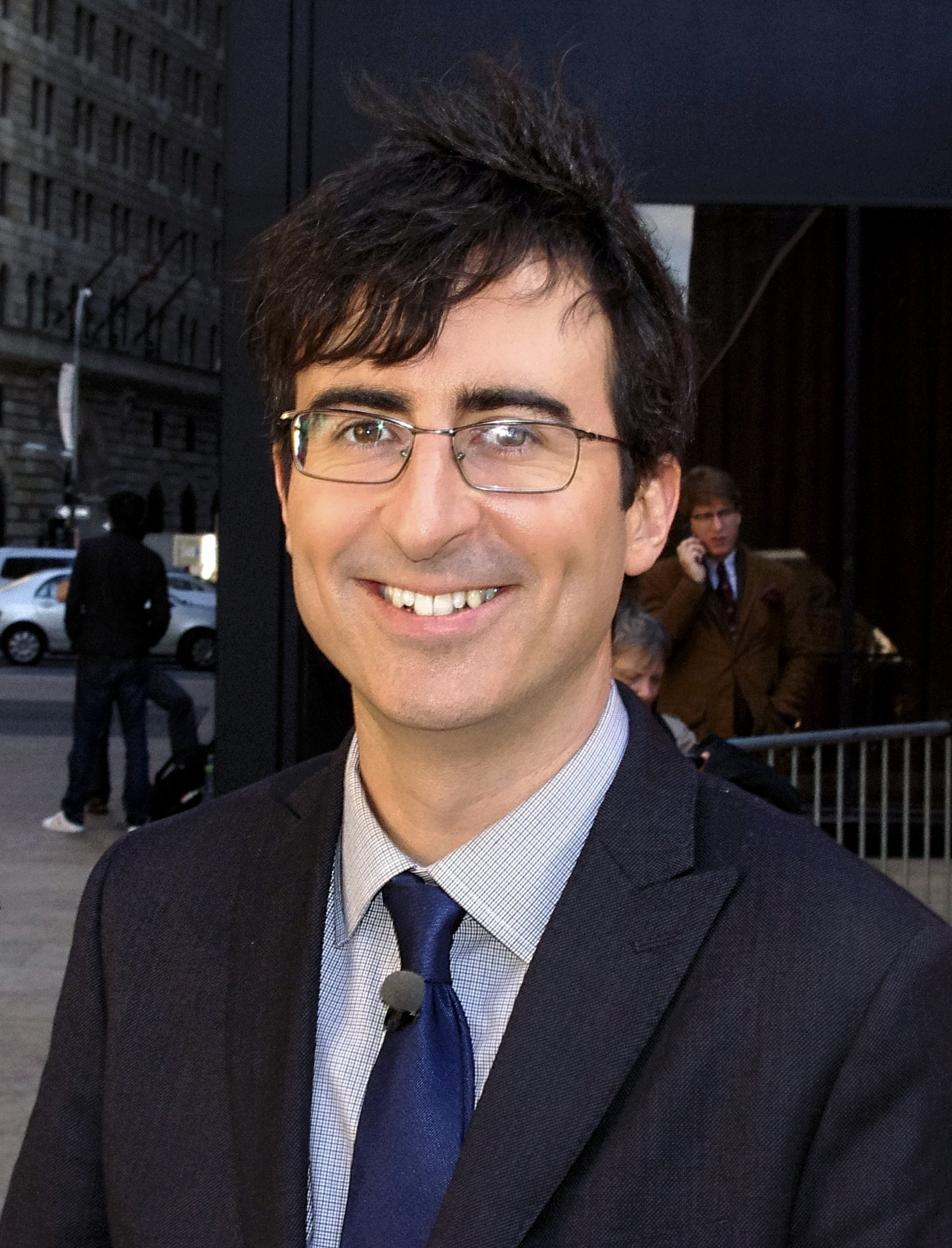
L'ex-corresponsal del programa, John Oliver.

El març de 2013, es va anunciar que Stewart s'agafaria unes 12 setmanes de baixa de The Daily Show per dirigir la pel·lícula Rosewater, basada en el llibre Then They Came For Me, escrit per Maziar Bahari. A partir del 10 de juny de 2013, el corresponsal de The Daily Show John Oliver assumiria el càrrec de presentador durant l'absència de Stewart. L'enquesta anual de TV Guide de 2013 sobre els salaris de famosos va mostrar que Stewart és el presentador de late night més ben pagat, entre 25 i 30 milions de dòlars cada any.
Durant l'enregistrament del programa del 10 de febrer de 2015, Stewart va anunciar que deixaria The Daily Show. La presidenta de Comedy Central Michele Ganeless va confirmar la retirada de Stewart amb un comunicat. Va ser més tard quan es va anunciar que el còmic sud-africà Trevor Noah seria el successor de Stewart com a presentador del programa. El 20 d'abril de 2015, Stewart va concretar que el seu episodi final seria el 6 d'agost de 2015.
El 28 de juliol de 2015, Darren Samuelsohn de Politico va informar que Jon Stewart havia estat citat dues vegades a la Casa Blanca per reunions privades anteriorment no declarades amb el president Barack Obama: una a l'octubre de 2011 i una altra al febrer de 2014. Michael D. Shear de The New York Times també va recollir la història. Stewart va respondre al seu programa remarcant que les trobades van ser recollides en la llista pública de convidats del president, i que ha estat convidat per reunir-se privadament per moltes persones prominents com Roger Ailes de Fox News. Va dir que Obama el va animar a no fer els joves americans cínics sobre el seu govern, i Stewart va respondre amb que ell era de fet “escèpticament idealista”.
L'episodi final d'una hora del 6 d'agost va ser caracteritzat pels retrobaments amb ex-corresponsals de The Daily Show, i cameos en vídeo de persones a les quals Stewart havia criticat al llarg dels anys, incloent a Bill O'Reilly, John McCain, Chris Christie, i Hillary Clinton. Va finalitzar amb una actuació musical de Bruce Springsteen i I Street Band.

### Escriptor

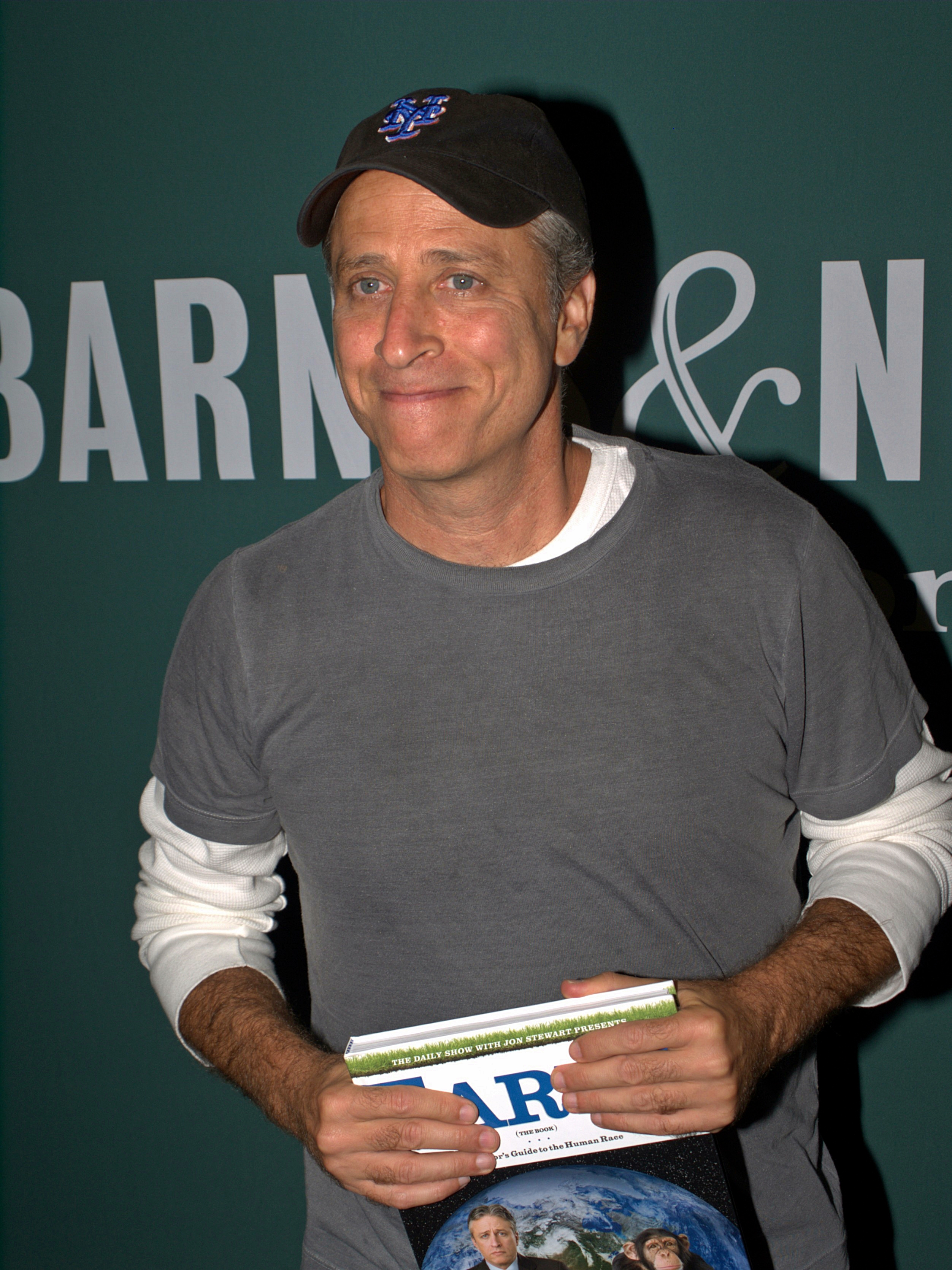
Jon Stewart en la presentació del llibre Earth (The Book): A Visitor's Guide to the Human Race.

El 1998, Stewart va publicar el seu primer llibre, Naked Pictures of Famous People (Fotografies de gent famosa nua), una col·lecció de redaccions i històries curtes en to d'humor. El llibre va aconseguir situar-se en la llista de Best-sellers del diari The New York Times.
El 2004, Stewart i l'equip de guionistes de The Daily Show van publicar America (The Book): A Citizen's Guide to Democracy Inaction, un fals llibre de text d'història d'institut que dona a conèixer en l'únic sistema de govern americà, disseccionant les seves institucions, explicant la seva història i processos, i satiritzant principis polítics molt americans com "un home, un vot", "el govern del poble", i "cada vot compta". El llibre va vendre milions de còpies després de la seva publicació el 2004 i va acabar l'any en el lloc número 15 del top de best sellers.
El 2005, Stewart va posar la veu del president James A. Garfield per a la versió audiollibre d' Assassination Vacation, de Sarah Vowell.
El 2007, Stewart va tenir un paper en la versió audiollibre d'I Am America (And So Can You!) de Stephen Colbert. Interpreta a Mort Sinclaire, ex-guionista de comèdia de televisió i comunista. El 21 de setembre de 2010, es va publicar Earth (The Book): A Visitor’s Guide to the Human Race, escrit per Stewart i altres guionistes de The Daily Show.
El març de 2012, Stewart va entrevistar Bruce Springsteen per Rolling Stone.

### Actor
Encara que és més conegut pel seu treball en The Daily Show, Stewart ha tingut papers en diverses pel·lícules i sèries de televisió. El seu primer paper va ser una petita part en el fracàs taquiller Un dia de bojos. També va tenir una participació minoritària en El club de les primeres esposes, però la seva escena va ser eliminada. El 1995, Stewart va signar un acord de 3 anys amb Miramax. Va interpretar a protagonistes romàntics en les pel·lícules Jugant amb el cor i Pensa en mi. Va tenir un paper secundari en la comèdia romàntica Des que us vau anar i en la pel·lícula de terror The Faculty. Es van planejar altres pel·lícules en les quals Stewart escrivís i actués, però mai van ser produïdes. Des de llavors, Stewart ha mantingut relació amb els fundadors de Miramax, Harvey i Bob Weinstein, i segueix apareixent en pel·lícules que han produït com Jay i Bob el Silenciós contraataquen, Doogal i el documental Wordplay.
Ha aparegut en Un papà genial com el company de pis d'Adam Sandler; ha bromejat en The Daily Show i en el documental The Aristocrats que per aconseguir el paper va haver de ficar-se al llit amb Sandler. Stewart sol fer acudits de les seves aparicions en el gran fiasc de Smoochy, en el qual interpretava a un executiu de televisió traïdor, i en la pel·lícula d'animació Doogal, en el qual feia el paper de Zeebad, que llançava rajos de gel des del seu bigoti. El 2007, Stewart va fer un cameo interpretant-se a ell mateix en Evan Almighty, protagonitzada per Steve Carell, l'ex-corresponsal de The Daily Show. En la pel·lícula, es veia a Stewart a través d'un televisor en un episodi fictici de The Daily Show burlant-se del personatge de Carell per construir un arca.
Stewart va ser un personatge recurrent en El show de Larry Sanders, interpretant-se a ell mateix com un substitut ocasional i possible successor del presentador de late-night Larry Sanders (interpretat per Garry Shandling). El 1998, Stewart va presentar l'especial de televisió, Elmopalooza, que celebrava els 30 anys de Barri Sèsam. Ha actuat com convidat en altres sitcoms com La mainadera, Dr Katz, Spin City: Boja alcaldia, Dies de ràdio, American Dad!, i Els Simpson. A més, ha estat convidat en les sèries de televisió infantils Between the Lions, Barri Sèsam,Jack’s Big Music Show i Gravity Falls.

### Productor
A mitjans dels anys 90, Stewart va crear la seva pròpia productora, Busboy Productions, donant aquest nom en referència al seu anterior treball com a ajudant de cambrer (busboy). Stewart va signar un pacte amb Miramax per desenvolupar projectes a través de la seva empresa, però cap de les seves idees han estat produïdes. Després de l'èxit de Stewart com a presentador i productor de The Daily Show, va ressuscitar a la seva companyia amb els productors del programa Ben Karlin i Rich Korson. El 2002, Busboy va planejar produir una sitcom per a NBC protagonitzada per Stephen Colbert, però la sèrie mai va veure la llum.
El 2005, Comedy Central va arribar a un acord amb Busboy en el qual Comedy Central proporcionaria suport financer per a la productora. Comedy Central dona un primer vistiplau en tots els projectes, la qual cosa permet que després Busboy pugui vendre'ls a altres cadenes. El tracte va fer néixer l'spin-off de The Daily Show, The Colbert Report, i el seu posterior substitut, The Nightly Show with Larry Wilmore. Altres projectes inclouen el pilot de la sitcom Three Strikes, el documental Sportsfan, el programa Important Things with Demetri Martin, i la pel·lícula The Donor.

### Director
El març de 2010, Stewart va anunciar que havia optat a comprar els drets de la història del periodista Maziar Bahari, que va ser empresonat a l'Iran durant 118 dies. En l'episodi de The Daily Show del 6 de juny de 2011, Stewart va tornar a convidar a Bahari, i al març de 2013, va anunciar que anava a deixar el programa durant 12 setmanes per dirigir la versió cinematogràfica del llibre de 2011 de Bahari, Then They Came For Me.
L'adaptació de Stewart es titula Rosewater. Es va estrenar al setembre de 2014 en el Festival Internacional de Cinema de Toronto, rebent crítiques "generalment favorables", i va ser estrenada per tots els públics el 14 de novembre de 2014.
En la direcció, Stewart va notar que The Daily Show havia influenciat el seu procés de direcció més que les seves actuacions. Ell va dir: "És sobre la col·laboració. És sobre entendre's. Fer un programa em va ensenyar aquest procés de claredat de visió, però amb la flexibilitat del procés. Així que coneixes la teva intenció, saps on vols anar amb l'escena de la forma en què vols que vagi, els canvis momentanis, l'èmfasi, on vols que vagi". També va expressar interès a dirigir més pel·lícules.

## Filmografia

### Com a actor
- 1998: The Faculty de Robert Rodriguez: el professor Edward Furlong
- 1999: Un pare genial (Big Daddy) de Dennis Dugan: Kevin
- 2002: Smoochy (Death to Smoochy)
- 2007: Evan Almighty de Tom Shadyac: ell mateix
- 2016: Tickling Giants, film documental de Sara Taksler

## Premis i nominacions
Aquests són els Premis Primetime Emmy que ha rebut o als que ha aspirat:

### Premis
- 2001. Millor guió per programa còmic, musical o de varietats per The Daily Show
- 2003. Millor programa còmic, musical o de varietats per The Daily Show
- 2003. Millor guió per programa còmic, musical o de varietats per The Daily Show
- 2004. Millor programa còmic, musical o de varietats per The Daily Show
- 2004. Millor guió per programa còmic, musical o de varietats per The Daily Show
- 2005. Millor programa còmic, musical o de varietats per The Daily Show
- 2005. Millor guió per programa còmic, musical o de varietats per The Daily Show
- 2006. Millor programa còmic, musical o de varietats per The Daily Show
- 2006. Millor guió per programa còmic, musical o de varietats per The Daily Show
- 2007. Millor programa còmic, musical o de varietats per The Daily Show
- 2008. Millor programa còmic, musical o de varietats per The Daily Show
- 2009. Millor programa còmic, musical o de varietats per The Daily Show
- 2009. Millor guió per programa còmic, musical o de varietats per The Daily Show
- 2010. Millor programa còmic, musical o de varietats per The Daily Show
- 2011. Millor programa còmic, musical o de varietats per The Daily Show
- 2011. Millor guió per programa còmic, musical o de varietats per The Daily Show
- 2012. Millor programa còmic, musical o de varietats per The Daily Show
- 2012. Millor guió per programa còmic, musical o de varietats per The Daily Show

### Nominacions
- 2001. Millor programa còmic, musical o de varietats per The Daily Show
- 2002. Millor programa còmic, musical o de varietats per The Daily Show
- 2002. Millor guió per programa còmic, musical o de varietats per The Daily Show
- 2002. Primetime Emmy a la millor actuació individual en programa còmic, musical o de varietats per The Daily Show
- 2003. Primetime Emmy a la millor actuació individual en programa còmic, musical o de varietats per The Daily Show
- 2005.[Primetime Emmy a la millor actuació individual en programa còmic, musical o de varietats per The Daily Show
- 2006. Millor programa còmic, musical o de varietats per The Colbert Report
- 2007. Millor programa còmic, musical o de varietats per The Colbert Report
- 2007. Millor guió per programa còmic, musical o de varietats per The Daily Show
- 2007. Primetime Emmy a la millor actuació individual en programa còmic, musical o de varietats per The Daily Show
- 2008. Millor programa còmic, musical o de varietats per The Colbert Report
- 2008. Millor guió per programa còmic, musical o de varietats per The Daily Show
- 2008. Primetime Emmy a la millor actuació individual en programa còmic, musical o de varietats per The 80th Annual Academy Awards
- 2009. Millor programa còmic, musical o de varietats per The Colbert Report
- 2010. Millor programa còmic, musical o de varietats per The Colbert Report
- 2010. Millor guió per programa còmic, musical o de varietats per The Daily Show
- 2011. Millor programa còmic, musical o de varietats per The Colbert Report
- 2012. Millor programa còmic, musical o de varietats per The Colbert Report